# Incidencia acumulada
Véase incidencia
En epidemiología y bioestadística la incidencia acumulada (IA) es la proporción de individuos que desarrollan una determinada enfermedad a lo largo de un período.
Su fórmula es:
número de casos nuevos (incidencia) de una enfermedad en un período / número de sujetos susceptibles al inicio de dicho periodo
La IA es una estimación del riesgo individual; es decir, la probabilidad que tiene una persona determinada de desarrollar una determinada enfermedad.
- Datos: Q109423205